# Bahnhof Skagen

Der Bahnhof Skagen ist ein dänischer Bahnhof in Skagen in Nordjütland. Es ist der nördlichste Bahnhof Dänemarks und Endpunkt der Bahnstrecke Frederikshavn–Skagen (Skagensbanen) zwischen Skagen und Frederikshavn. Der Bahnhof wurde 1890 eröffnet und das heutige Bahnhofsgebäude 1919 eingeweiht. Heute wird der Bahnhof von Nordjyske Jernbaner bedient, die Nahverkehrszüge zwischen Skagen und Frederikshavn fahren.

## Geschichte
Die Eröffnung des Bahnhof Skagen erfolgte mit dem Bau der Skagensbane zwischen Skagen und Frederikshavn. Die Strecke war ursprünglich schmalspurig mit einer Spurweite von 1000 mm und führte vom Christian X’s Vej, der teilweise auf der alten Eisenbahntrasse gebaut ist, in den Bahnhof. Eine Hafenbahn wurde später gebaut. 1924 wurde die Strecke auf Normalspur mit 1435 mm umgebaut. In diesem Zusammenhang wurde das Gleis durch die Stadt verlegt und der Gleisbereich am Bahnhof geändert.

## Bahnhofsgebäude

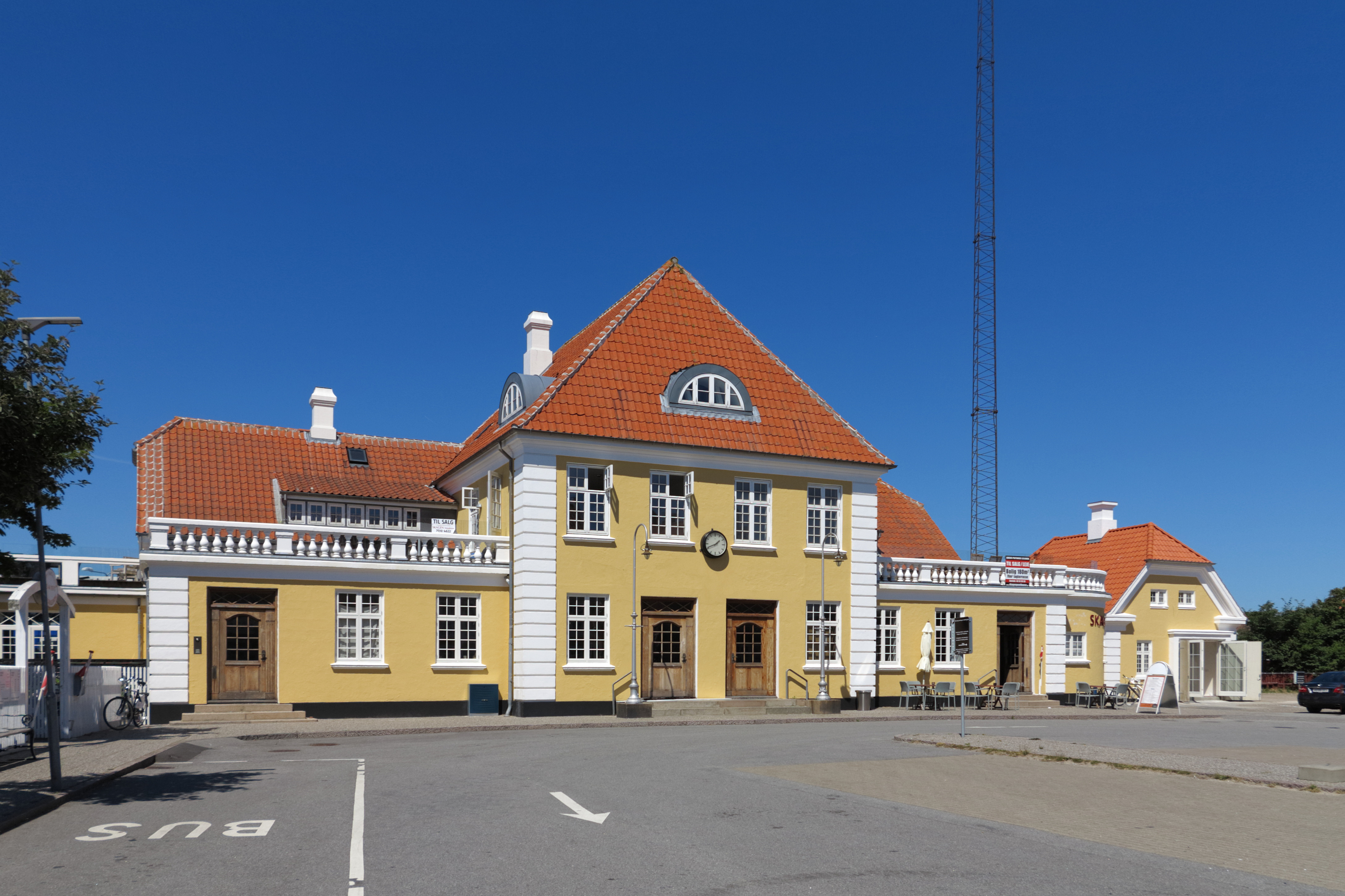
Bahnhof von der Straßenseite

Das ursprüngliche Hauptgebäude aus der Zeit der Eröffnung wurde nach Zeichnungen des Architekten Thomas Arboe errichtet und bestand aus einem Mittelbau mit zwei Etagen und zwei Seitenflügeln mit einer Etage. 1914 zeichnete der Architekt Ulrik Plesner die Bahnhöfe der Skagensbahn. Seine erste Aufgabe war es, das Hauptgebäude zu erweitern. Er vertiefte es in seiner gesamten Breite, kombinierte es mit zwei Nebengebäuden und entwarf neue Fassaden. Seine Version des Bahnhofsgebäudes wurde 1919 fertiggestellt.
Nach der 1924 erfolgten Streckenverlegung führten die Gleise diagonal in den Bahnhof, so dass der alte Güterschuppen östlich des Hauptgebäudes aufgegeben werden musste. Er wurde später als Wohnhaus ausgebaut. Westlich des Hauptgebäudes wurde ein neuer Güterschuppen gebaut, der parallel zur neuen Strecke verlief. In den frühen 1920er Jahren baute Plesner eine Maschinenwerkstatt zusammen mit einer Schmiede, einem Büro und einem Lokomotivschuppen. Dann errichtete er 1925 eine Wagenhalle und 1929 zwei Triebwagenhallen. Das alte Betriebswerk für die Schmalspurlokomotiven wurde 1926 abgerissen.
1914 wurde Klitgården als Sommerresidenz der königlichen Familie an der Kattegatküste südwestlich von Skagen ausgebaut. Daher wurde einer der beiden Warteräume königlich. Das Tourismusbüro von Skagen wurde später in diesem Warteraum untergebracht. Im Herbst 2006 zog die Agentur in das renovierte Hafenmeistergebäude im Hafen von Skagen. 2007 wurde die Wohnung des ehemaligen Direktors im 1. Stock des Bahnhofs in drei Wohnungen umgewandelt.
2017 wurde die Station renoviert, da sie verfallen und mit Graffiti verschmiert war. Dabei wurden neue Fenster eingebaut und die Fassade erneuert. Am 13. April 2017 wurde das Café Skagen im alten königlichen Warteraum von Christian X. im Nordflügel eröffnet.

## Verkehr

### Personenverkehr
Der Bahnhof wird von Zügen von Nordjyske Jernbaner bedient, es verkehren Nahverkehrszüge zwischen Skagen und Frederikshavn. In den frühen 1990er Jahren fuhren DSB InterCity-Züge zwischen Kopenhagen und Skagen.
Am 6. August 2017 übernahmen Nordjyske Jernbaner den Regionalverkehr von Frederikshavn über Hjørring und Aalborg bis nach Skørping. Der regionale Verkehr wird im stündlichen Betrieb von zwei Linien bedient, Skagen–Frederikshavn–Aalborg–Skørping und Hirtshals–Hjørring–Aalborg–Skørping, wodurch auf dem Streckenabschnitt Hjørring–Aalborg–Skørping ein halbstündiger Betrieb besteht. Am Freitag, dem 5. Oktober 2018, fuhr der letzte Personenzug auf dem Streckenabschnitt zwischen Frederikshavn und Lindholm (Bahnhofsausfahrt Nord) mit Streckensignalen. Danach fanden Testfahrten statt, bis am 21. Oktober der Betrieb mit ETCS aufgenommen wurde. Seither können Fahrzeuge der DSB nur noch bis Lindholm verkehren. Die IC-Züge der DSB enden in Aalborg. Um diesen Verkehr zu bedienen, hat Nordjyske Jernbaner seine Fahrzeugflotte von 8 Desiro-Zügen um 13 Lint-Züge erweitert.

### Bus
1933 eröffnete Skagensbanen die Busverbindung zwischen Frederikshavn und Skagen mit einer Endstation in Grenen. Die Busse ersetzten Zugfahrten mit wenigen Fahrgästen. Im Januar 2005 wurde die Busverbindung zwischen Skagen und Frederikshavn eingestellt und durch häufigere Zugverbindungen mit den neuen Desiro-Zügen ersetzt. Seitdem gibt es nur während der Sommerferien Busverbindungen, wobei die Sommerbuslinie 99 zwischen Grenen und Blokhus am Bahnhofsvorplatz hält.

### Güterverkehr
Die Hafenbahn besaß westlich des Bahnhofsgebäudes in Skagen eine Ladefläche und drei Aufstellgleise für den Güterverkehr. Der Güterverkehr stagnierte in den 1980er Jahren, erlebte jedoch Anfang der 1990er Jahre einen großen Aufschwung, als die Fischfabrik begann, Containerzüge mit Fischmehl, Fischöl und gefrorenem Fisch über die Hafenbahn zu befördern. 400 m Hafengleise wurden neu gebaut, darunter zwei Umlaufgleise.
2004 wurden die Gleise instand gesetzt sowie die Weichen erneuert. In der jährlichen Übersicht von Banedanmark „Åbne strækninger for godstrafik“ (offene Strecken für den Güterverkehr) für 2015 ist die Hafenbahn als betriebsbereit aufgeführt, 2016 fehlt diese. Der letzte Güterzug auf der Strecke fuhr am 26. Juni 2018.

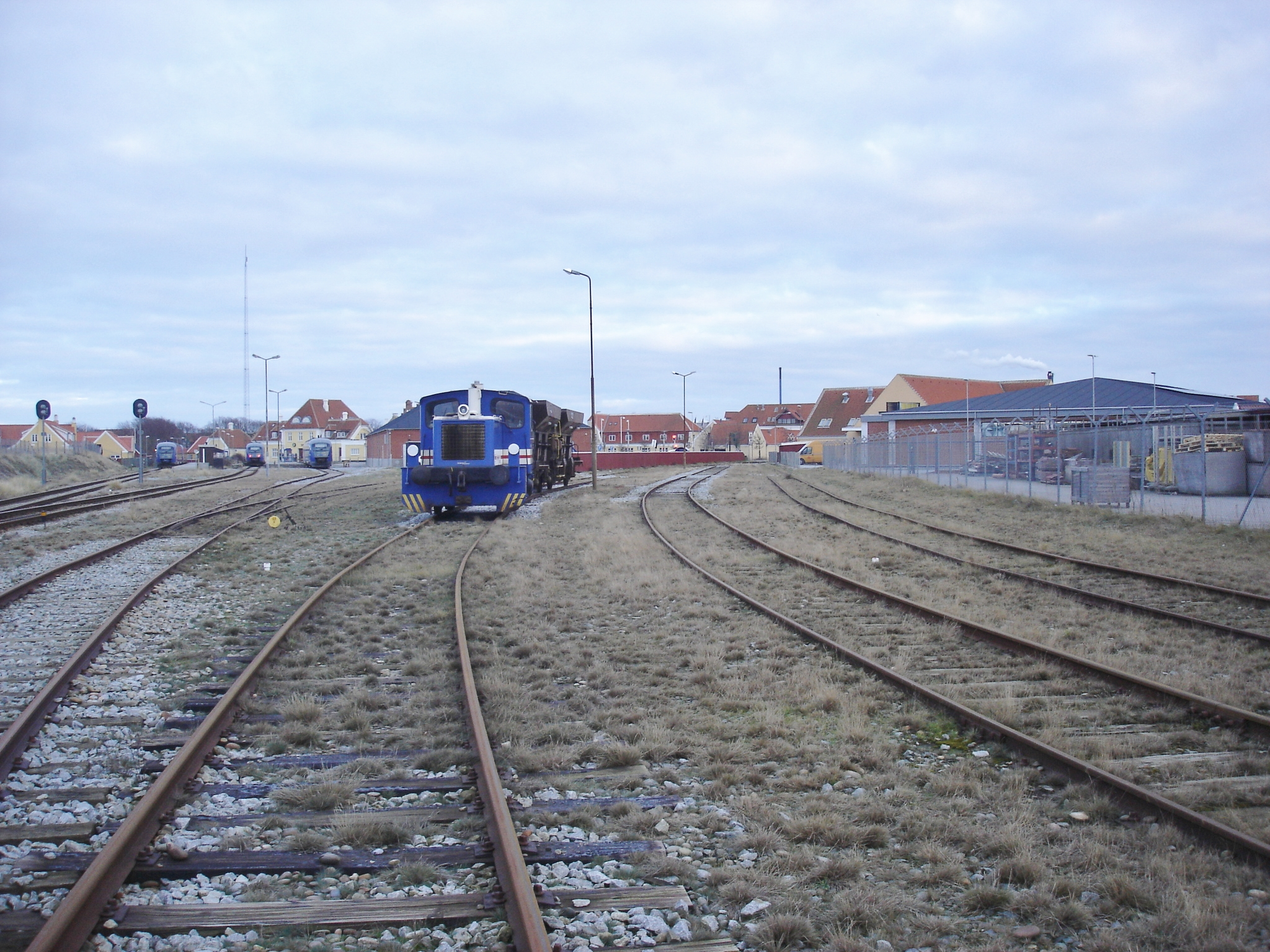
Gütergleise (2015)
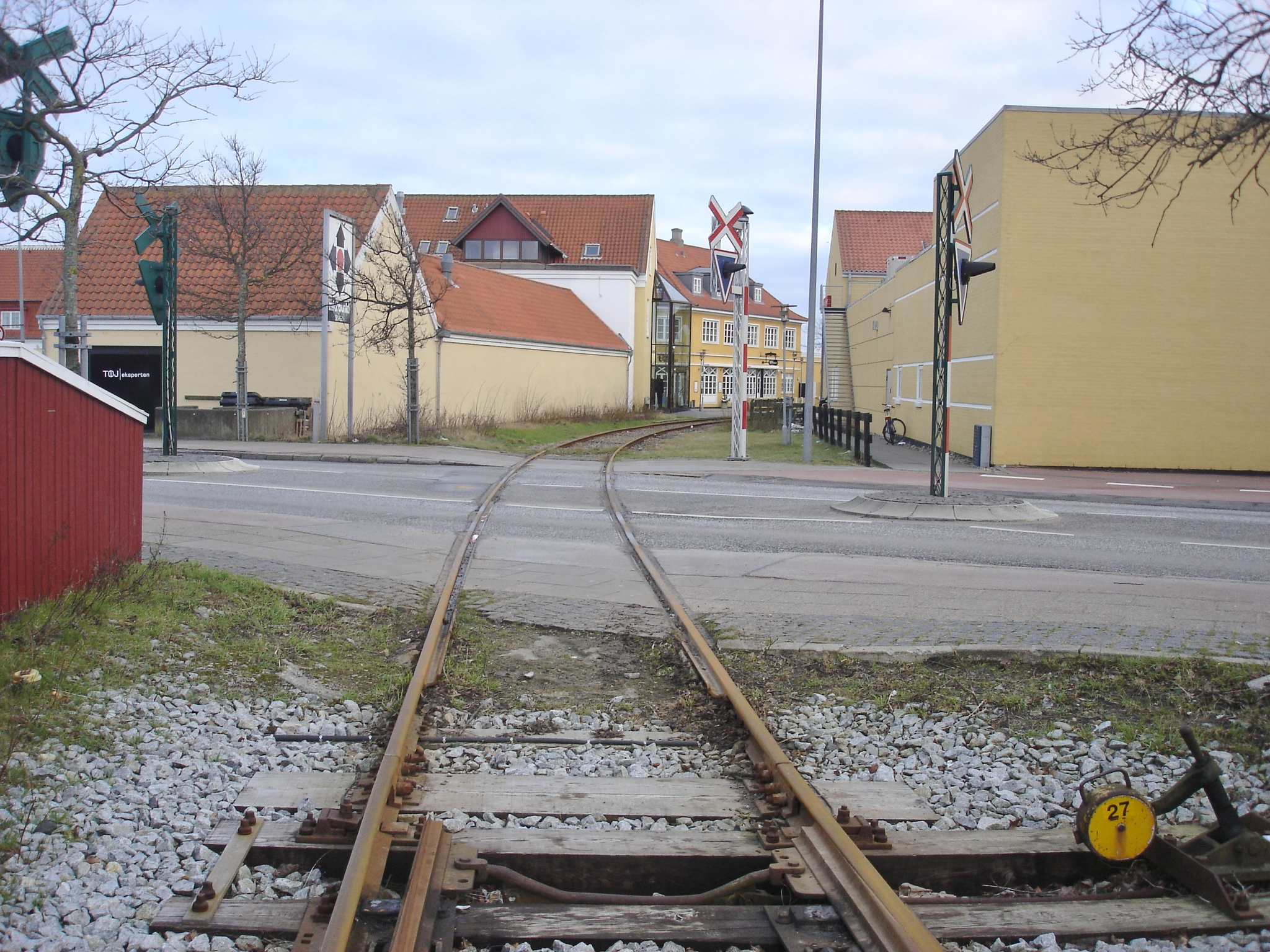
Die Hafenbahn kreuzt Chr. X’s Vej
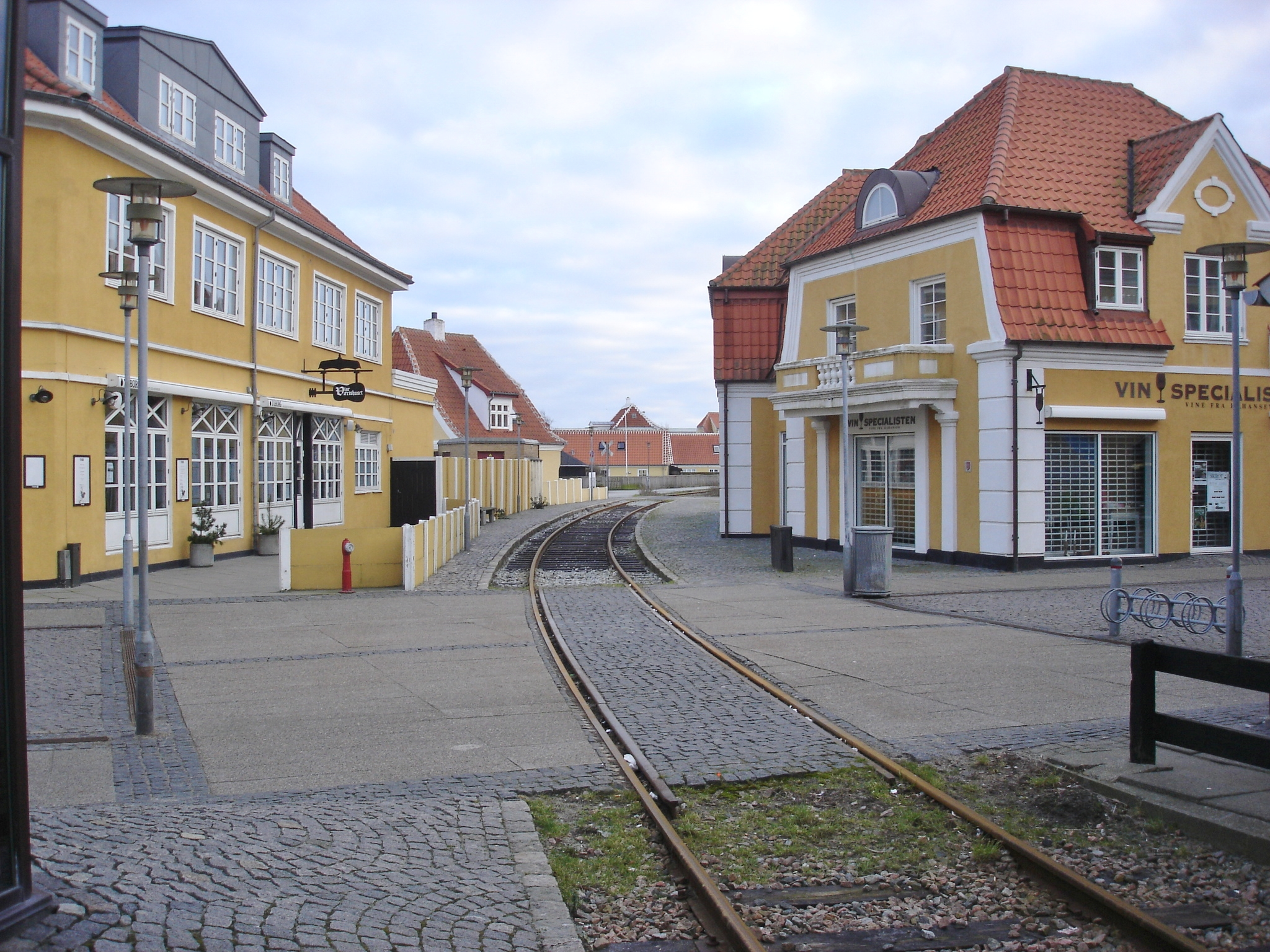
Die Hafenbahn kreuzt Sankt Laurentii Vej
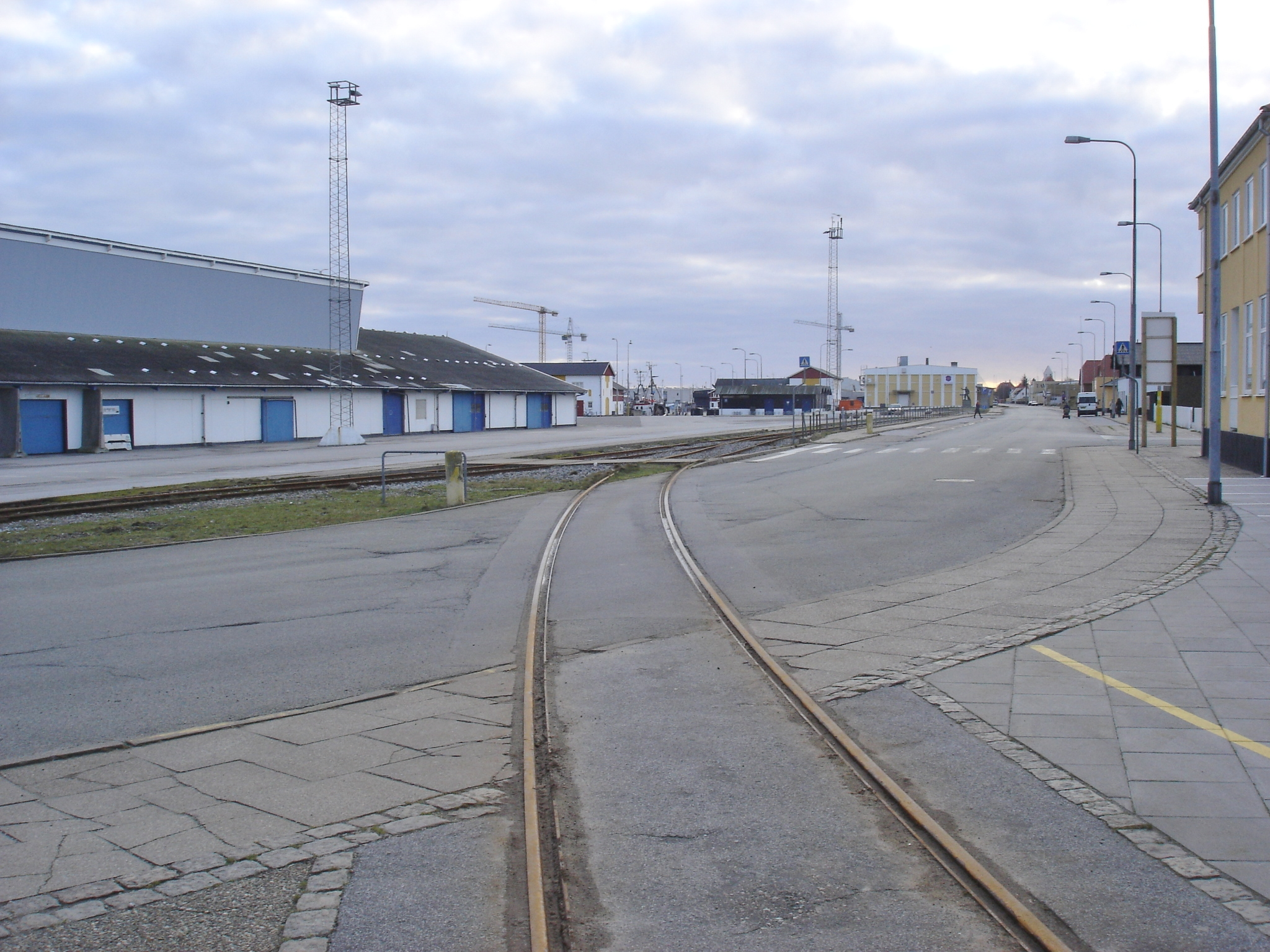
Hafengleis am Auktionsvej
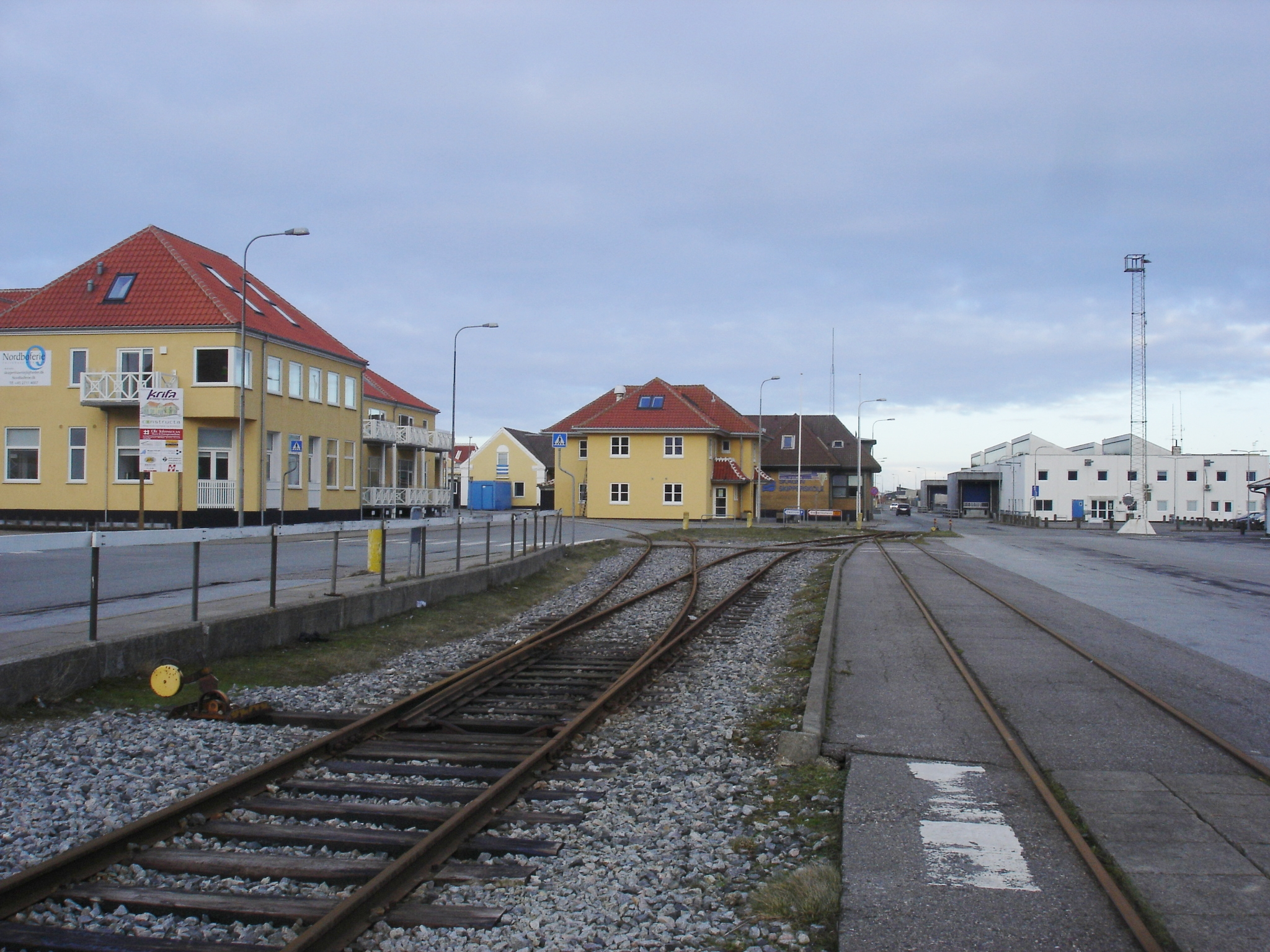
Hafengleis zur Fischmehlfabrik